# Чопик Станіслав Петрович
Станісла́в Петро́вич Чо́пик —  лейтенант Збройних сил України.

## З життєпису
Військовослужбовець Центру розмінування Головного управління оперативного забезпечення Збройних Сил України (Кам'янець-Подільський).
Брав участь у миротворчих операціях в Афганістані та Косові — 2011 та 2012—2013 роки відповідно, вожатий мінно-пошукової собаки Ларс.

## Нагороди
19 липня 2014 року — за особисту мужність і героїзм, виявлені у захисті державного суверенітету та територіальної цілісності України, вірність військовій присязі під час російсько-української війни, відзначений — нагороджений орденом «За мужність» III ступеня.